# Centre scientifique et technique du bâtiment
 (octobre 2016).
 (août 2025).
 (août 2025).
La mise en forme du texte ne suit pas les recommandations de Wikipédia : il faut le « wikifier ».
Les points d'amélioration suivants sont les cas les plus fréquents. Le détail des points à revoir est peut-être précisé sur la page de discussion.
- Les titres sont pré-formatés par le logiciel. Ils ne sont ni en capitales, ni en gras.
- Le texte ne doit pas être écrit en capitales (les noms de famille non plus), ni en gras, ni en italique, ni en « petit »…
- Le gras n'est utilisé que pour surligner le titre de l'article dans l'introduction, une seule fois.
- L'italique est rarement utilisé : mots en langue étrangère, titres d'œuvres, noms de bateaux, etc.
- Les citations ne sont pas en italique mais en corps de texte normal. Elles sont entourées par des guillemets français : « et ».
- Les listes à puces sont à éviter, des paragraphes rédigés étant largement préférés. Les tableaux sont à réserver à la présentation de données structurées (résultats, etc.).
- Les appels de note de bas de page (petits chiffres en exposant, introduits par l'outil «  Source ») sont à placer entre la fin de phrase et le point final[comme ça].
- Les liens internes (vers d'autres articles de Wikipédia) sont à choisir avec parcimonie. Créez des liens vers des articles approfondissant le sujet. Les termes génériques sans rapport avec le sujet sont à éviter, ainsi que les répétitions de liens vers un même terme.
- Les liens externes sont à placer uniquement dans une section « Liens externes », à la fin de l'article. Ces liens sont à choisir avec parcimonie suivant les règles définies. Si un lien sert de source à l'article, son insertion dans le texte est à faire par les notes de bas de page.
- La présentation des références doit suivre les conventions bibliographiques. Il est recommandé d'utiliser les modèles {{Ouvrage}}, {{Chapitre}}, {{Article}}, {{Lien web}} et/ou {{Bibliographie}}. Le mode d'édition visuel peut mettre en forme automatiquement les références.
- Insérer une infobox (cadre d'informations à droite) n'est pas obligatoire pour parachever la mise en page.

Pour une aide détaillée, merci de consulter Aide:Wikification.
Si vous pensez que ces points ont été résolus, vous pouvez retirer ce bandeau et améliorer la mise en forme d'un autre article.
Pour les articles homonymes, voir CSTB.
Le Centre scientifique et technique du bâtiment (CSTB) est un établissement public français à caractère industriel et commercial (EPIC).
Fondé en 1947 pour accompagner la reconstruction d'après-guerre en France, il est alors un organisme qui dépend du ministère de la Reconstruction et de l'Urbanisme (MRU).
Il est placé sous la tutelle des ministères chargés de la construction et de la recherche.

## Historique
Le Centre scientifique et technique du bâtiment est créé en 1947 pour accompagner la reconstruction d'après-guerre en France. Il est au service du ministère de la Reconstruction et de l'Urbanisme (MRU) après la guerre de 1939-1945. Le MRU charge le CSTB d'agréer les procédés et les matériaux de construction.
En 1969, son conseil d'administration est modifié et comprend trois hauts fonctionnaires représentant les ministres de l'équipement, de l'économie et du développement industriel, ainsi que cinq représentants de l'industrie privée ainsi que deux membres du personnel du Centre.
Depuis le décret du 5 mai 2016, le conseil d’administration du CSTB qui comprend 27 membres est composé de 2 parlementaires, 4 représentants des collectivités locales, 6 personnalités qualifiées, 6 représentants de l’Etat et 9 représentants des personnels. 
Le président du CSTB est nommé parmi les administrateurs par décret en conseil des ministres pour une durée de 5 ans.
Depuis 2014, Etienne Crépon, ingénieur général des ponts, des eaux et des forêts, est président du conseil d'administration du Centre Scientifique et Technique du Bâtiment. En décembre 2020, il a été renouvelé à la présidence de son conseil d'administration.

### Présidents successifs
| André Marini       | de 1947 à 1957 |
| Gérard Blachère    | de 1957 à 1974 |
| Pierre Chemillier  | de 1982 à 1993 |
| Alain Maugard      | de 1993 à 2008 |
| Bertrand Delcambre | de 2008 à 2014 |
| Étienne Crépon     | depuis 2014    |

## Missions et activités
La mission du CSTB est de garantir la qualité et la sécurité des bâtiments.
Le décret portant sur l’organisation et la vocation des missions d'intérêt général du CSTB indique que ses missions sont :
- Réaliser ou faire réaliser des recherches touchant à la technique, l'économie, l'environnement, la performance énergétique, la qualité sanitaire, la sociologie et, plus largement, au développement durable dans la construction et l'habitat ;
- Contribuer à la diffusion et à la valorisation des connaissances scientifiques et techniques en matière d'habitation et de construction durable produites dans le cadre de ses recherches et études, par des publications et toutes autres mesures appropriées, dont la normalisation.
- Réaliser des études contribuant à la définition, la mise en œuvre ou l'évaluation des politiques publiques dans le champ de la construction et de l'habitat. En particulier, il participe aux travaux d'une commission chargée de formuler les avis techniques et les documents techniques d'application sur des procédés, matériaux, éléments, ou équipements utilisés dans la construction, lorsque leur nouveauté ou celle de l'emploi qui en est fait nécessite une expertise collective pour en apprécier l'aptitude à l'emploi.
- Participer, en liaison avec les services intéressés et sous le contrôle du ministre chargé de la construction, aux activités de coopération technique internationale concernant l'habitation et la construction. Il peut se voir confier toutes missions ayant trait à ces mêmes matières dans le domaine international.

Le CSTB apporte son concours aux organismes, groupements, collectivités et personnes physiques ou morales qui le sollicitent.

### Équipements
Pour mener ses tests et essais, le CSTB dispose de plus de 1 200 bancs d'essais ainsi que de grands équipements : une soufflerie, une plateforme d'essais au feu, une plateforme sur l'électromagnétisme et la santé, une plateforme dédiée à l’eau, une salle d'immersion multisensorielle et un espace de modélisation des données du bâtiment.

## Recherche
Depuis 2020, les activités de recherches du CSTB sont structurées autour de 4 domaines : 
- Bâtiments et quartiers pour bien vivre ensemble
- Bâtiments et villes face au changement climatique
- Innovation, fiabilisation de l’acte de construire et rénovation
- Economie circulaire et ressources pour le bâtiment

### Chiffres clés de la recherche en 2021
- 43,63 M€ de produits externes
- Plus de 80 publications référencées
- Près de 100 projets cofinancés
- 55 doctorants
- 33 brevets
- 206 chercheurs

### Chiffres clés en 2021
Le CSTB emploie, au 31 décembre 2021, 986 salariés répartis dans quatre établissements en France.

### Produit d'exploitation 2021
125,3 millions d'€ dont :
- 39,3 M€ Recherche contractuelle, Expertise et Essais
- 30,6 M€ Certifications
- 12,1 M€ Évaluations
- 6,8 M€ Editions et Formations
- 3,3 M€ Autres produits et subventions
- 14,4 M€ Production immobilisée
- 18,8 M€ Autres mouvements comptables (provisions, amortissements, …)

## Filiales
Le groupe CSTB  comprend, en 2023, les filiales suivantes :
- Aérodynamique EIFFEL, équipée d’une soufflerie pour des études et essais aérodynamiques dans les domaines du bâtiment, de l’automobile notamment
- BIOGUESS, spécialisé dans le diagnostic des aérocontaminants de l'air intérieur
- CERTIVEA, certification environnementale des bâtiments non résidentiels, des territoires durables et des acteurs
- CERWAY, opérateur international de la certification HQE
- ACOUSTB, bureau d’études spécialisé en acoustique et vibration dans le domaine de l’environnement, du bâtiment et de l’industrie
- CERTISOLIS, laboratoire d'essais et organisme de certification des performances des modules solaires photovoltaïques

## Les sociétés dans lesquelles le CSTB détient des participations
- Eurovent Certita Certification, organisme certificateur européen dans le domaine du génie climatique
- NOBATEK, Institut pour la Transition Énergétique du Bâtiment

## Partenariats

### Partenariats nationaux
Le CSTB a signé un partenariat avec le CNRS en mars 2020 sur les volets Numérique et Sciences humaines et sociales. Il a également développé des accords cadre de partenariat avec des laboratoires académiques comme le Lasie, le Certes, le laboratoire Navier, ou le Lemta.
Le CSTB est membre du Réseau scientifique et technique du ministère chargé de l’Environnement (RST), réseau d'organismes d'expertise et de recherche opérationnelle, intervenant dans les champs de compétences très diversifiés de l'aménagement et du développement durables. 
Le programme Profeel, porté par le Centre Scientifique du Bâtiment (CSTB) et l’Agence Qualité Construction (AQC), a pour objectif de faciliter la rénovation énergétique des bâtiments. Il permet d’outiller les professionnels du secteur pour qu’ils puissent proposer des solutions de rénovation  adaptées. 
Le CSTB a noué des partenariats avec le réseau des Centres Techniques Industriels (CTI) des principales filières de la construction (bois, béton, construction métallique, terre cuite et roches ornementales de construction, chauffage climatisation ventilation).

### Partenariats internationaux
Le CSTB entretient des partenariats bilatéraux avec ses homologues européens et internationaux sur des thématiques de recherche particulières comme la maquette numérique ou la sécurité incendie : le Building Center of Japan, le National Institute of Standards and Technology (NIST, Building and Fire Research Laboratory - USA) ou le Shanghai Research Institute of Building Sciences (SRIBS - Chine).